# Wen-šu-šan
Wen-šu-šan (Hora Maňdžušrího) je hora nacházející se asi 15 km jižně od starobylého čínského města Ťiou-čchüan.
Na hoře byl za dynastií Wej a Tchang (tj. v 5. až 9. století) vybudován komplex skalních chrámů. Komplex se stal nejdůležitějším náboženským centrem oblasti. Wen-šu-šan je ve skutečnosti tvořena dvěma vrcholky, přičemž na předním se nacházejí buddhistické jeskyně, na zadním jeskyně taoistické.